# Edecó
Edecó (Edecon, Ἐδεκών) fou el cap o rei dels edetans al segle ii aC. És esmentat per Polibi. Tit Livi l'anomena Edescó, en llatí Edesco. Els cartaginesos tenien la seva dona i fills com a ostatges després de la victòria de Publi Corneli Escipió, que va conquerir Cartago Nova. Edecó confederà totes les ciutats d'Edetània; a continuació, va anar a veure Escipió amb Indíbil a Tarraco el 209 aC i va oferir la seva submissió a canvi de la devolució de la seva dona i fills. Escipió li'ls va retornar, com a part de la seva política d'atracció dels caps indígenes. Edecó fou lleial als romans en endavant. Fou el primer cap iber que va reconèixer els romans després de la retirada d'Asdrubal d'Hispània. En un text de Polibi (208-126 aC) es llig:
| ...ΕΔΕΚΩΝΑ ΤΟΝ ΕΔΕΤΑΝΩΝ ΔΥΝΑΣΤΗΝ... |
| ...a Edecó, rei dels edetans...     |